# Emilio Mora
Emilio Mora (* 7. März 1978 in Apatzingán, Michoacán) ist ein ehemaliger mexikanischer Fußballspieler auf der Position eines Stürmers.

## Laufbahn

### Vereine
Mora begann seine Profikarriere bei Monarcas Morelia, für die er am 14. November 1996 im Auswärtsspiel gegen Deportivo Toluca (0:1) sein Debüt in der mexikanischen Primera División bestritt. Obwohl Mora erstmals kurz vor der Winterpause eingesetzt wurde, brachte er es im Laufe derselben Saison (1996/97) auf insgesamt 14 Erstligaeinsätze und wurde zum besten Nachwuchsspieler des Jahres in Mexiko gewählt.
Im Sommer 2000 wechselte er zum Hauptstadtverein Cruz Azul, wodurch er den im Winterturnier 2000 errungenen Meistertitel der Monarcas – den bisher einzigen ihrer Vereinsgeschichte – verpasste und, was für ihn schlimmer war, selbst zeitlebens nie die mexikanische Fußballmeisterschaft gewinnen konnte.
Anschließend spielte Mora noch für Mexikos populärsten Verein Chivas Guadalajara, die Tiburones Rojos Veracruz und den San Luis FC, bevor er seine aktive Laufbahn in Reihen der Gallos Blancos Querétaro ausklingen ließ, mit denen er in der Saison 2006/07 den Abstieg aus der höchsten Spielklasse erlitt und anschließend noch einige Einsätze in der zweiten Liga bestritt.
Seine erfolgreichste Halbsaison war die Apertura 2003, in der er insgesamt elf Tore für die Tiburones Rojos erzielte; unter anderem am 4. Oktober 2003 alle drei Treffer zum 3:0-Sieg gegen seinen späteren Verein Gallos Blancos.

### Nationalmannschaft
Zwischen 1998 und 2004 bestritt Mora insgesamt zwölf Länderspiele für die mexikanische Nationalmannschaft. Seine beiden ersten Einsätze absolvierte er beim CONCACAF Gold Cup 1998 gegen Honduras (2:0) und Jamaika (1:0). Seinen einzigen Länderspieltreffer erzielte er beim CONCACAF Gold Cup 2000 gegen Guatemala (1:1) und seinen letzten Einsatz für „El Tri“ bestritt Mora in einem am 28. April 2004 ausgetragenen Testspiel gegen die USA, das 0:1 verloren wurde.

## Erfolge
- Nachwuchsspieler des Jahres in Mexiko: 1996/97